# Arniocera cyanoxantha
Arniocera cyanoxantha är en fjärilsart som beskrevs av Paul Mabille 1893. Arniocera cyanoxantha ingår i släktet Arniocera och familjen Thyrididae. Inga underarter finns listade i Catalogue of Life.